# Synagoga Charlese Lichého
Synagoga Charlese Lichého (francouzsky Synagogue Charles Liché), též známá pod názvem Synagoga na náměstí Vosges (Synagogue de la Places des Vosges) je synagoga v Paříži, která leží ve čtvrti Marais ve 4. obvodu na náměstí Place des Vosges č. 14. Byla zřízena v roce 1963. Dům, ve kterém se nachází, byl v roce 1954 zařazen mezi historické památky. Svůj současný název nese synagoga od roku 2006.

## Historie
Charles Liché (1920-2001), původním jménem Charles Lichenstein byl chazanem Synagogy Tournelles. Když bylo rozhodnuto změnit ritus této synagogy z aškenázského na sefardský, Lichtenstein zde ještě nějaký čas pokračoval jako chazan, ale později založil samostatnou synagogu v bývalém bytě vrchního rabína v 1. patře domu č. 14 na náměstí Place des Vosges. Ta byla vysvěcena 14. září 1963.
Dne 16. června 2006 byla synagoga přejmenována na počest svého zakladatele. Každý rok se zde koná vzpomínková slavnost na paměť osvobození koncentračního tábora Osvětim, který Charles Liché přežil.
Dům č. 14 na náměstí Place des Vosges byl 26. října 1954 prohlášen historickou památkou. Předmětem ochrany jsou fasáda, střecha a schodiště.